# Harry Potter és az elátkozott gyermek
Harry Potter és az elátkozott gyermek (angolul: Harry Potter and the Cursed Child) Jack Thorne által írt színdarab, amely egy új történeten alapul, melyek szerzői Jack Thorne, J. K. Rowling és John Tiffany. Szövegkönyve megjelent nyomtatásban, a színdarabot a londoni West Endben mutatták be 2016. június 7-én.
2016. július 31-én jelent meg angol nyelven, nyomtatásban aznap éjféltől volt vásárolható. Magyarországon a könyv 2016 október 24-én jelent meg az Animus Kiadó gondozásában. Fordítója, csak úgy mint a többi könyvnek, Tóth Tamás Boldizsár.
A cselekmény a Harry Potter és a Halál ereklyéi történései után 19 évvel játszódik, 2017-ben kezdődik, az események nagy része pedig 2020-ban történik. Főszereplői a már felnőtt Harry Potter, valamint Albus Perselus Potter és Scorpius Malfoy.

## Előzmények
2013 decemberében látott napvilágot az első információ, hogy a Harry Potter-történetet színpadra viszik, aminek az előkészületei akkor már egy éve tartottak annak érdekében, hogy ez 2016-ra megvalósítható legyen. 2014 májusában Rowling felkért egy kreatív csapatot a projekt érdekében.
2015. június 26-án hivatalosan is bejelentették, hogy a történet címe a Harry Potter és az elátkozott gyermek (eredeti címén Harry Potter and the Cursed Child) lesz. A bejelentés az első Harry Potter-kiadvány, a Harry Potter és a bölcsek köve megjelenésének 18. évfordulójára esett, az első Potter-könyvet 1997. június 26-án mutatták be. Ezt követően az írónő többször is kijelentette, hogy a színdarab nem előzménytörténet lesz és hogy a rajongók meglátják, ez volt az egyetlen eseményszál, amin a történetet folytatni lehetett. 2015. szeptember 24-én bejelentették, hogy a színpadi darab két részre oszlik. A részek úgy lettek kialakítva, hogy előadásban megtekinthetőek egymás után, egyazon napon, vagy egy-egy külön előadás keretében is.
2015. október 23-án bejelentették, hogy a mű cselekménysora az utolsó Harry Potter-könyv, a Harry Potter és a Halál ereklyéi lezárása után 19 évvel játszódik. A mű elsősorban a már felnőtt Harry és fia, Albus Perselus Potter sorsát követi figyelemmel.

## Gyártás
A Harry Potter és az elátkozott gyermek egy két részből álló színpadi darab, amit Jack Thorne brit drámaíró írt Rowling és John Tiffany története alapján, bár egyes weboldalak mindhárom személyt feltünteti mint a mű íróját. Ezzel szemben például a BBC Thorne-t jelöli meg az egyedüli forgatókönyvíróként.
A rendező John Tiffany, a koreográfiát Steven Hoggett, a díszletet Christine Jones, a jelmezeket Katrina Lindsay álmodta meg, míg a zenéért Imogen Heap, a világításért Neil Austin volt a felelős.
A színdarabot 2016. június 7-én mutatták be először a londoni West Endben, bár a kétrészes premierre csak július 30-án került sor. A jegyek először 2015. október 28-án kerültek forgalomba, a hivatalos árusításuk pedig október 30-án kezdődött. Az első előadásra mindössze nyolc óra alatt 175.000 jegyet értékesítettek. A kezdeti árak 30 eurótól 130 euróig erjedtek, ezek a kétrészes előadásokra szóló jegyek árai voltak. A színdarab műsoron való szerepeltetését, és így a jegyek értékesítését először 2017 januárjáig, majd egészen május 27-éig kitolták, ezekre előfoglalást is lehet igényelni. A jegyek a különböző jegyirodák számára nem forgalmazható.
A darabot a 12 év feletti korosztálynak ajánlják,
az eredeti szereposztás szerint Harry Pottert Jamie Parker, Ron Weasleyt Paul Thornley, míg Hermione Grangert a színesbőrű Noma Dumezweni alakította. Utóbbi szerepeltetése, illetve Hermione ábrázolása éles kritikát váltott ki a rajongókból, ám Rowling ezt úgy magyarázta, hogy Hermionét eredetileg senki sem kategorizálta sem fehérnek, sem pedig feketének. Poppy Miller Ginny Weasleyt, Sam Clemmett pedig Albus Perselus Potter szerepét alakította. Az eredeti felállásban 42 alkalommal vitték színpadra a Harry Potter és az elátkozott gyermeket.
A New York Post 2016. július 22-én arról számolt be, hogy tárgyalások folynak arról, hogy a színdarabot 2018-ban előadják a New York-i Lyric Theatre-ben.

## Cselekmény
|  | Alább a cselekmény részletei következnek! |

### Első rész
A történet kezdetén Albus Perselus Potter, Harry James Potter és Ginny Weasley második fia első évére készül a Roxfortban. A Roxfort Expresszen megismerkedik, majd összebarátkozik Scorpius Malfoyjal, Draco Malfoy és Astoria Greengrass fiával. Az iskolában Albust a Mardekár házba sorolja a Teszlek Süveg, és a következő években a két fiút terrorizálja a többi diák. Mint az párbeszédeikből kiderül, mindketten súlyos terhet cipelnek. Albus apja árnyékából képtelen kitörni, míg Scorpiusról úgy vélik, hogy valójában Voldemort nagyúr gyermeke.
A negyedik év szünetében Harryék otthonába látogatóként érkezik Amos Diggory, akinek fülébe jutott, hogy a Minisztérium birtokol egy, az utolsó Időnyerőt. Arra kéri Harryt, hogy visszautazva az időben mentse meg fiát, Cedricet, aki ártatlan áldozata volt csak Voldemortnak a Trimágus Tusa után. Harry megtagadja a segítséget, azonban Albus hallja a beszélgetést és úgy dönt, ő teljesíti az öreg varázsló kérését. Meggyőzi Scorpiust, hogy segítsen neki, majd Delphivel, Amos unokahúgával hárman betörnek a Minisztériumba és ott ellopják a most Mágiaügyi Miniszterként dolgozó Hermione dolgozószobájából az Időnyerőt.
Az 1995-ös Trimágus Tusa első próbájáig repülnek vissza az időben és szabotálják Cedric Diggory próbáját, azt remélve, hogy a fiú így nem tudja megnyerni a Tusát. Visszatérve a jelenbe, megdöbbenve tapasztalják, hogy egy párhuzamos világot hoztak létre a múlt megváltoztatásával, amelyben Albus Griffendéles és Ron valamint Hermione sohasem házasodtak össze.
Ezzel egy időben Harrynek egyre többször fáj a sebhelye és gyakran álmodik Voldemorttal. Meggyőződése, hogy Scorpius veszélyt jelent a fiára, ezért eltiltja őket egymástól és figyelteti őket, tönkretéve a barátságukat. Végül egy idő után megenyhül, a két fiatal pedig megegyezik, hogy jóvá teszik a hibájukat és újból visszautaznak a múltba, ezúttal a Trimágus Tusa második próbájának idejére. Úgy gondolják, ha Cedricet megszégyenítik a próbán az feladja a versenyt, így sosem fog eljutni a számára végzetes temetőbe. Miután cselekedtek Scorpius visszatér a jelenbe és egy olyan valóságban találja magát ahol Albus nincs vele és ahol Voldemort a varázsvilág ura.

### Második rész
Scorpius rájön, hogy tetteik következményeként az elkeseredett Cedric belépett a halálfalók közé és megölte Neville Longbottomot, aki így nem ölte meg Naginit így a roxforti csatát Voldemort és csatlósai nyerték. Harry halott, Albus sosem létezett, Ron, Hermione és Perselus Piton pedig a föld alatt bujkál, mint a hatalom ellenállói. Végül az Időnyerő segítségével helyreállítja a történéseket, visszatér a jelenbe és újra maga mellett tudja Albust. Ezt követően beavatják a szülőket a történésekbe, Harry és Albus kapcsolatába pedig pozitív változás áll be.
Felismerve a veszélyt, Albus és Scorpius megpróbálják elpusztítani az Időnyerőt, azonban Delphi fogságba ejti őket és feltárja az igazat, miszerint ő nem Amos Diggory unokahúga, hanem Voldemort és Bellatrix Lestrange lánya. Delphi előbb a harmadik Trimágus-próba idejére cipeli a fiúkat, majd megpróbálja tönkretenni az Időnyerőt, az alternatív valóságban hagyva a fiúkat. Ez a kísérlete kudarcot vall, így visszautazik annak az éjszakának az időpontjába, mikor Voldemort megölte James és Lily Pottert.
A magukra maradt Albus és Scorpius egy láthatatlan üzenetet ír szüleiknek a jövőbe, amit Harry babatakarója a jövőben megjelenít, hiszen erős bűbájokkal van átitatva. A szülők visszautaznak a múltba, ahol időközben Delphi megpróbál kapcsolatba lépni Voldemorttal, hogy figyelmeztesse és meggyőzze, ne törjön a kis Harry életére, így saját hatalmát veszélyeztetve. Harryék megakadályozzák ebben a nőt és foglyul ejtik. Harry, aki nem vállalja a kockázatot, hogy beleavatkozzon a múlt történéseibe, végignézi szülei meggyilkolását, majd visszatérnek a jelenbe, ahol Delphit az Azkabanba zárják élete hátralevő részére. A mű utolsó jelenetében Harry és Albus ellátogatnak Cedric sírjához, ahol Harry bocsánatot kér Cedrictől, hogy annak részben miatta kellett meghalnia.
|  | Itt a vége a cselekmény részletezésének! |

## Eredeti szereposztás
- Jamie Parker mint Harry Potter
- Paul Thornley mint Ron Weasley
- Noma Dumezweni mint Hermione Granger
- Poppy Miller mint Ginny Potter
- Alex Price mint Draco Malfoy
- Sam Clemmett mint Albus Perselus Potter
- Anthony Boyle mint Scorpius Malfoy
- Cherrelle Skeete mint Rose Granger-Weasley és fiatal Hermione
- Nicola Alexis mint alternatív Hermione Granger
- Rosemary Annabella mint alternatív Hermione Granger
- Jeremy Ang Jones mint Craig Bowker
- Annabel Baldwin mint Hisztis Myrtle, Lily Potter és Delphi Diggory
- Paul Bentall mint Vernon Dursley, Perselus Piton, és Voldemort
- Morag Cross mint Petunia Dursley, Madam Hooch, és Minerva McGalagony
- Claudia Grant mint Polly Chapman és Delphi Diggory
- Chris Jarman mint Hagrid

## Script kiadvány
A színpadi játék forgatókönyvének mindkét részét kiadták könyvben és digitális formában is Harry Potter és az elátkozott gyermek I & II címmel.
Az első kiadás 2016. július 31-re esett, ami Harry születésnapja az alapműben illetve Joanne Kathleen Rowling születésnapja is egyben. Miután a nyomtatott kiadás után a forgatókönyvben eszközöltek kisebb változtatásokat a végleges könyv változat 2017-ben jelent meg. A CNN szerint ez volt a legnagyobb preordered kiadvány a 2016-os évben.
Az Egyesült Államokban és Kanadában két nappal a megjelenése után már több mint 2 millió példányban kelt el, míg az Egyesült Királyságban a megjelenése utáni egy hétben 847885 darab könyvet értékesítettek.

## Kritika
A BBC cikke szerint a mű ötcsillagos minősítést érdemel. Ennek a megállapításnak és az odaítélt öt csillagnak a The Independent, az Evening Standard, a The Stage és a WhatsOnStage.com újságok, oldalak kritikái is alapul szolgáltak. A The Telegraph is öt csillagot adott, igaz némi fenntartásokkal, míg a The Guardian és Michael Billington kritikus négy csillaggal jutalmazta a Harry Potter és az elátkozott gyermeket.
Különösen Anthony Boyle színészi játéka, amelyet Scorpius Malfoy szerepében nyújtott, kapott sok pozitív visszajelzést, a WhatsOnStage szerint "Boyle karrier-építő teljesítményt" nyújtott, a Wall Street Journal pedig "a kitörési teljesítményként" jellemezte előadását. Boyle teljesítményét több kritikus is kiemelte, a Evening Standard pedig úgy fogalmazott, hogy biztosan ő a rajongók kedvence. A műből kiadott könyvet jelölték a Holden-Crowther Book Award 2016-os díjára.

### A rajongók véleménye
A rajongók részéről a kritika túlnyomó részt negatív volt, nehezményezve, hogy a történet sok mindenben eltér a már megszokott Harry Potter-univerzumtól. Sokan vitatták a cselekmény stílusát, és inkább vélték egy fan fictionnek, semmint az eredeti történet folytatásának. A kritikák miatt számos rajongó döntött úgy, hogy nem tekinti meg a darabot.

## Magyarul
- Harry Potter és az elátkozott gyermek. Első és második rész. A színházi próba szövegkönyvének különleges kiadása; J. K. Rowling, John Tiffany, Jack Thorne új története nyomán színdarab Jack Thorne, ford. Tóth Tamás Boldizsár; Animus, Bp., 2016